# بيزينتشوك
بيزينتشوك (بالروسية: Безенчук) هي مدينة في مقاطعة سمارا أوبلاست في روسيا. يبلغ عدد سكانها حوالي 23056 نسمة.